# Soufian Idir
Soufian Idir, (né le 10 avril 1990 à Gien), est un joueur de handball franco-marocain évoluant au poste de demi-centre au sein du club du HBC Gien Loiret. Il évolue aussi au sein de l'équipe nationale du Maroc.

## Carrière
- 2008 - 2012 :  US Ivry
- 2012 - 2013 :  Gonfreville
- 2013 - 2016 :  HBC Gien Loiret
- 2016 - 2019 :  HBVB Epinal
- 2019 - :  HBC Gien Loiret